# Lago di Coca
Il lago di Coca è un laghetto alpino situato a 2.108 m di quota nelle Alpi Orobie in Provincia di Bergamo, circondato dalle 3 cime orobiche che superano i 3.000 m, ovvero il Pizzo Coca, il Pizzo Redorta e la Punta Scais.

Ha una dimensione media di circa 50 metri di lunghezza massima per 20 metri di larghezza ed è completamente ghiacciato solitamente da novembre fino ad aprile/maggio. Il lago raccoglie le acque di fusione provenienti dallo scioglimento dei nevai che si formano d'inverno a est, verso il Pizzo Coca, a ovest, verso il Pizzo Redorta, e a nord, verso il Passo di Coca. Le sue acque alimentano un torrente che discende tutta la valle di Coca e si getta nel fiume Serio presso Valbondione. In inverno, quando ghiaccia e il livello si abbassa, il lago ha una curiosa forma a cuore.

Panoramica della conca dove giace il Lago di Coca

## Accessi
Per arrivare al Lago di Coca si parte generalmente dal Rifugio Coca (raggiungibile da Valbondione in circa 2 ore e 30 minuti) e si risale la valle di Coca seguendo il Sentiero delle Orobie, con segnavia CAI 302, raggiungendo il lago dopo circa 30 minuti. Dal lago si può poi proseguire a est per la Bocchetta dei Camosci e il Pizzo Coca, oppure a nord per il Passo Coca.

## Galleria d'immagini

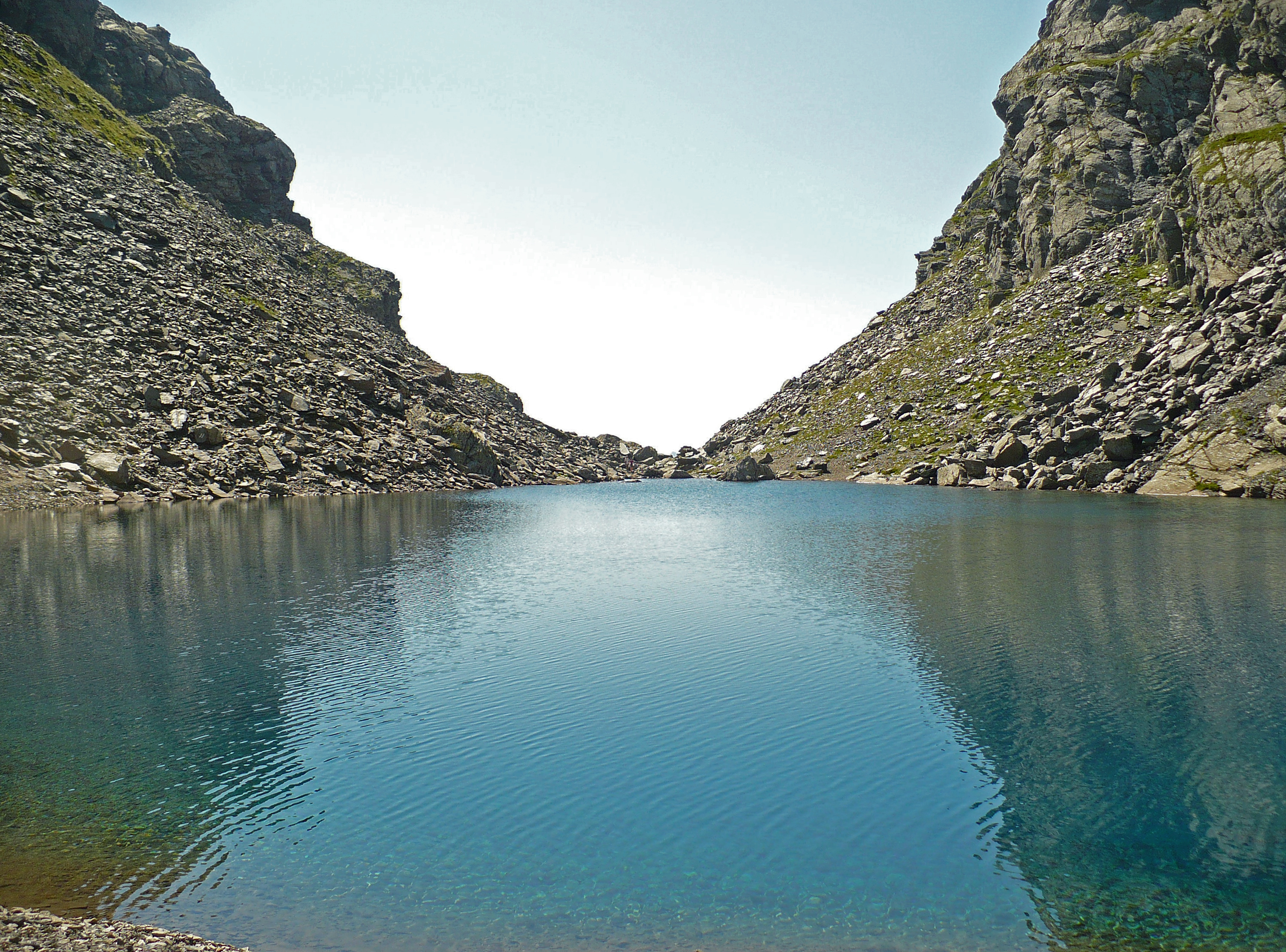
Vista dalla sponda nord del lago
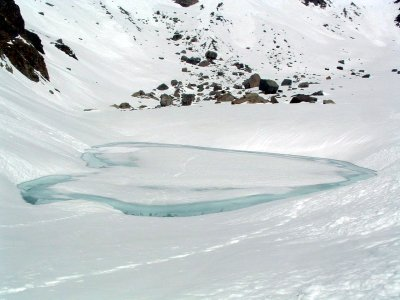
Il Lago di Coca in inverno
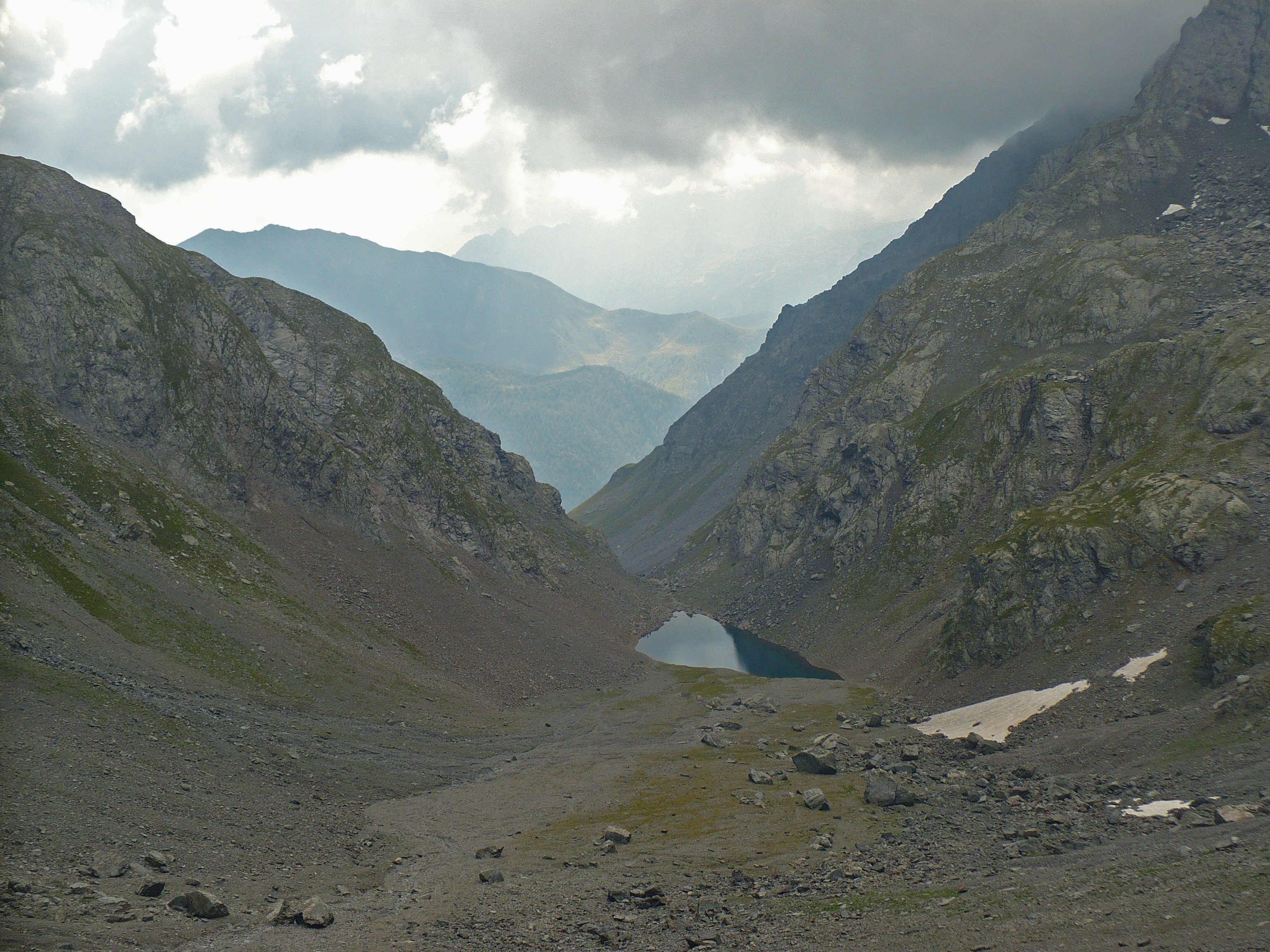
Vista del lago dal sentiero per il Passo Coca
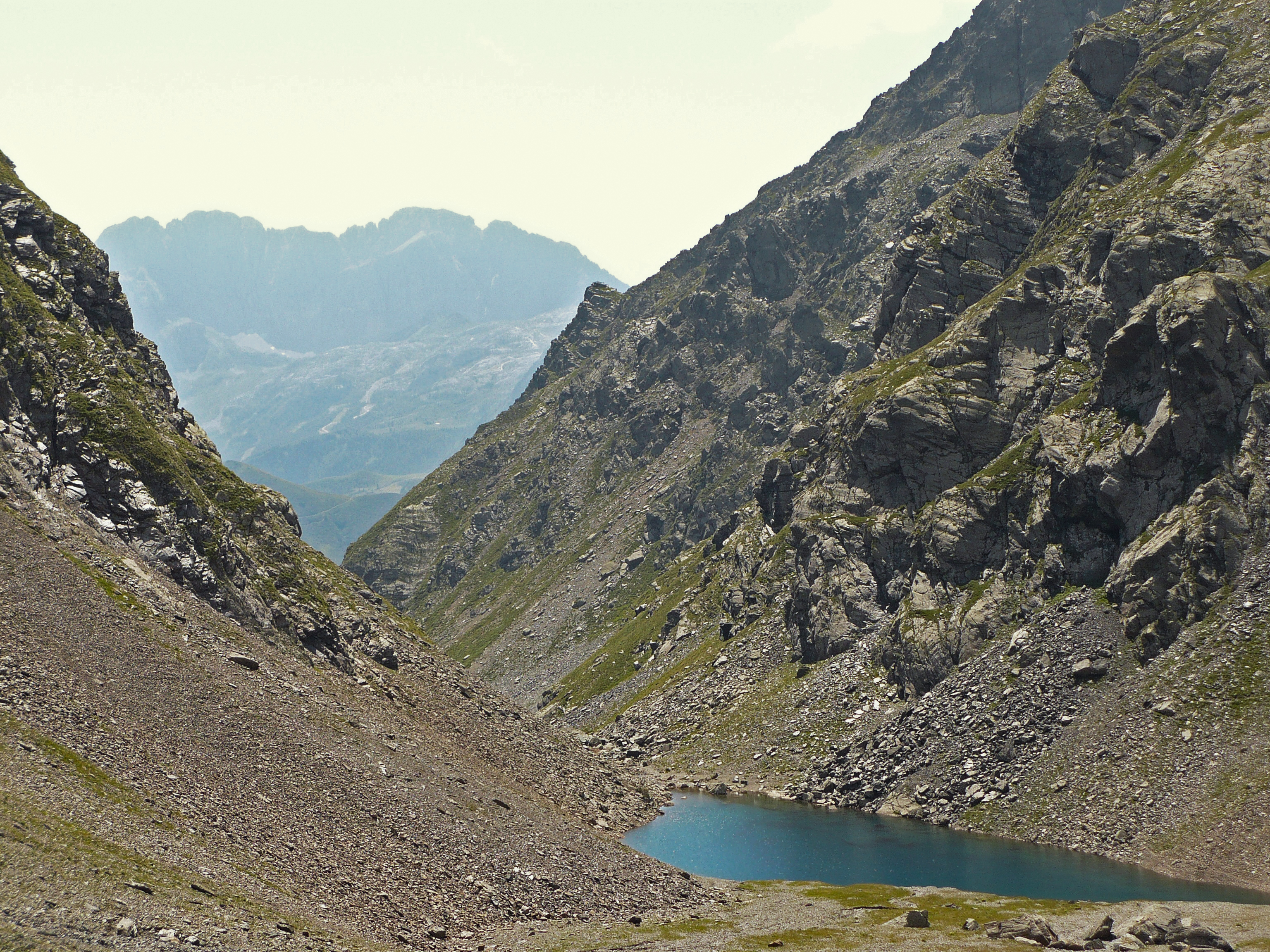
Veduta del Lago Coca. Sullo sfondo la Presolana